# Rhizosomichthys
Rhizosomichthys is een monotypisch geslacht van straalvinnige vissen uit de familie van de parasitaire meervallen (Trichomycteridae).

## Soort
- Rhizosomichthys totae (Miles, 1942)